# Sandro Boldrini
Sandro Boldrini (* 10. Juni 1944 in Sassoferrato) ist ein italienischer Altphilologe.

## Leben
Sandro Boldrini studierte Klassische Philologie an der Universität Urbino, wo er am 25. November 1968 promoviert wurde. Nach dem Studium arbeitete er für kurze Zeit als Mittelschullehrer und kehrte 1970 als Assistent an die Universität Urbino zurück. Von 1982 bis 1992 war er Professor der lateinischen Sprachgeschichte an der Erziehungswissenschaftlichen Fakultät, seit 1990 als Professore ordinario. 1992 wechselte Boldrini als Professor der lateinischen Sprache und Literatur an die Philosophische Fakultät.
Sandro Boldrini beschäftigt sich mit verschiedenen Aspekten der lateinischen Literatur und Sprache. Seine Forschungsinteressen umspannen die römische Komödie, antike Fabeln, Überlieferungs- und Rezeptionsgeschichte der antiken Literatur im Mittelalter und in der Renaissance, Buchwissenschaft und Humanismusforschung. Sein besonderer Forschungsschwerpunkt ist die lateinische Metrik, zu der er eine systematische Monografie verfasste: La prosodia e la metrica dei Romani (1992). Das Werk wurde 1999 ins Deutsche übersetzt und vielfach besprochen. Auch wenn es im Einzelnen viel Widerspruch erfahren hat, ist es im italienischen und deutschsprachigen Raum weit verbreitet und angesehen.

## Schriften (Auswahl)
- Gli anapesti di Plauto: metro e ritmo. Urbino 1984
- Fedro e Perotti. Ricerche di storia della tradizione. Urbino 1988
- La prosodia e la metrica dei Romani. Rom 1992
  - Deutsche Übersetzung von Bruno W. Häuptli: Prosodie und Metrik der Römer. Stuttgart/Leipzig 1999. ISBN 3-519-07443-5